# Август II Фрідріх
А́вгуст ІІ Фрі́дріх, також Август II Сильний (нім. August II der Starke, пол. August II Mocny; 12 травня 1670 — 31 січня 1733) — король Польщі (1697–1706, 1709–1733), курфюрст Саксонії (Фрідріх-Август І з 1694).
Повний титул: Божою Ласкою король Польщі, Великий князь Литовський, Руський, Прусський, Мазовецький, Жмудський, Київський, Волинський, Подільський, Підляський, Інфлянський, Смоленський, Сіверський, Чернігівський, курфюст князь Саксонський, князь електор та ін. (пол. Z Łaski Bożej król Polski, wielki książę Litewski, Ruski, Pruski, Mazowiecki, Żmudzki, Kijowski, Wołyński, Podolski, Podlaski, Inflancki, Smoleński, Siewierski, Czernichowski oraz książę Saksonii i książę elektor itd. itd.)

## Життєпис

### Походження
Син саксонського курфюрста Йоанна Георга III і Анни Софії Данської.

### Політична діяльність

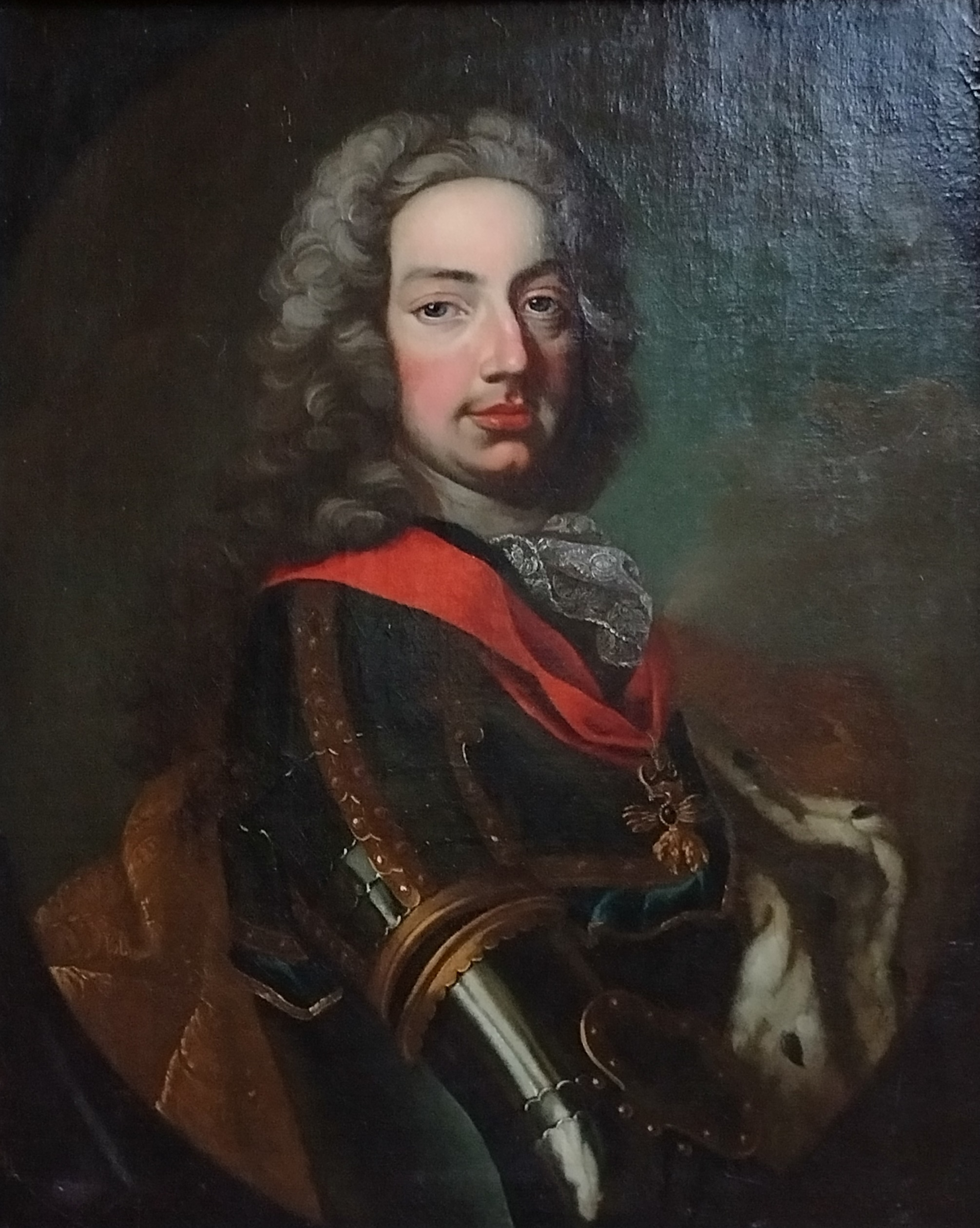
Портрет короля Августа II. Полотно, олія. Невідомий художник кін. XVIII — поч. XIX ст. Тернопільський обласний краєзнавчий музей

1697 року, після смерті Яна III Собеського, королем Польщі, Великим князем Литовським, Руським, Київським, Волинським, Смоленським, Сіверським, Чернігівським, тощо на сеймі був обраний та примасом Польщі проголошений Франсуа Луї Бурбон-Конті. Проте, за підтримки Московії, Фрідріх домігся королівського трону в результаті боротьби зі ставлеником Франції принцом Конті; за допомогою підкупу частини депутатів сейму, введення до Польщі саксонського війська та підведення до східних кордонів Речі Посполитої військ Петра І.
Фрідріх навіть був змушений замовити виготовлення нової корони та інших королівський клейнодів для коронації на короля Польщі, проте в останній момент йому вдалось захопити на Вавелі оригінальні королівські клейноди й провести церемонію коронації в Кракові.
Його правління підтримувала монархія Габсбургів. У першому десятилітті свого королювання (до 1706 р.) Август II спирався на антифранцузьку міжнародно-політичну систему («Великий союз»), до складу якого, крім габсбурзької Австрії, входили Англія, Голландія (нині Нідерланди), Бранденбург-Пруссія, Португалія, Савойя і більша частина князівств «Священної Римської імперії германської нації».
Август II прагнув реалізувати особисту унію, утворити унітарне саксонсько-польсько-литовське державне об'єднання, яке поставило б представника династії Веттінів в один ряд із провідними монаршими дворами. Для цього шукав підтримки сусідніх держав, пропонуючи їхнім правителям в обмін на допомогу в боротьбі з «шляхетськими вольностями» польські та литовські землі. Намагався приєднати до спадкових саксонських володінь Ліфляндію (нині північна частина Латвії і південна частина Естонії) та Естляндію (нині північна частина Естонії), а також Трансільванію (нині у складі Румунії) й Молдову.
За правління Августа II Фрідріха у результаті війни Священної ліги проти Османської імперії на Карловицькому конгресі 1698–1699 рр. було підписано договір, за яким до Польщі відійшли Поділля та частина Правобережної України. Незважаючи на постанову сейму 1699 р. про заборону козацької «міліції», намагався використати козацтво Правобережної України, про що свідчила вручена фастівському полковнику Семенові Палію корогва з королівським гербом. Окремі частини козаків влітку 1700 р. брали участь в облозі польськими військами Риги. Королівським універсалом від 15 червня 1700 р. на українських землях Корони Польської греко-католики зрівнюються у правах з римо-католиками. На початку 1702 року Август II видав універсал про ліквідацію козацтва у Київському та Брацлавському воєводствах. Спільно з Петром I згідно з Нарвським договором 30 серпня 1704 р. придушив повстання під проводом Семена Палія, А. Абазина, С. Самуся та Іскри на Правобережній Україні. Протягом 1711–1712 рр. за наполяганням Августа II (згідно з польсько-московськими домовленостями) відбулося виселення жителів козацьких полків з Правобережжя на Лівобережну Україну.
У результаті шведської окупації Польщі та невдоволення внутрішньої опозиції, так званої Великопольської шляхетської конфедерації, Август II згідно з договором із королем Швеції Карлом ХІІ від 24 вересня 1706 р. віддав польську корону його ставленику — Станіславу I Лещинському. Річ Посполита у цей час була виключена із сфер впливу Австрії і Франції. Поступово польсько-литовська держава потрапила під вплив Московії. Після Полтавської битви 1709 р. і перемоги Петра I над Карлом XII Август II відновив владу над Річчю Посполитою. 20 жовтня 1709 р. Август II і Петро I уклали мир в Торуні, згідно з яким Московія зобов'язувалася надавати королю військову підтримку. У відповідь вальний сейм 1710 р. у Варшаві ратифікував «Вічний мир» 1686 р. і визнав встановлені ним польсько-московитські кордони.

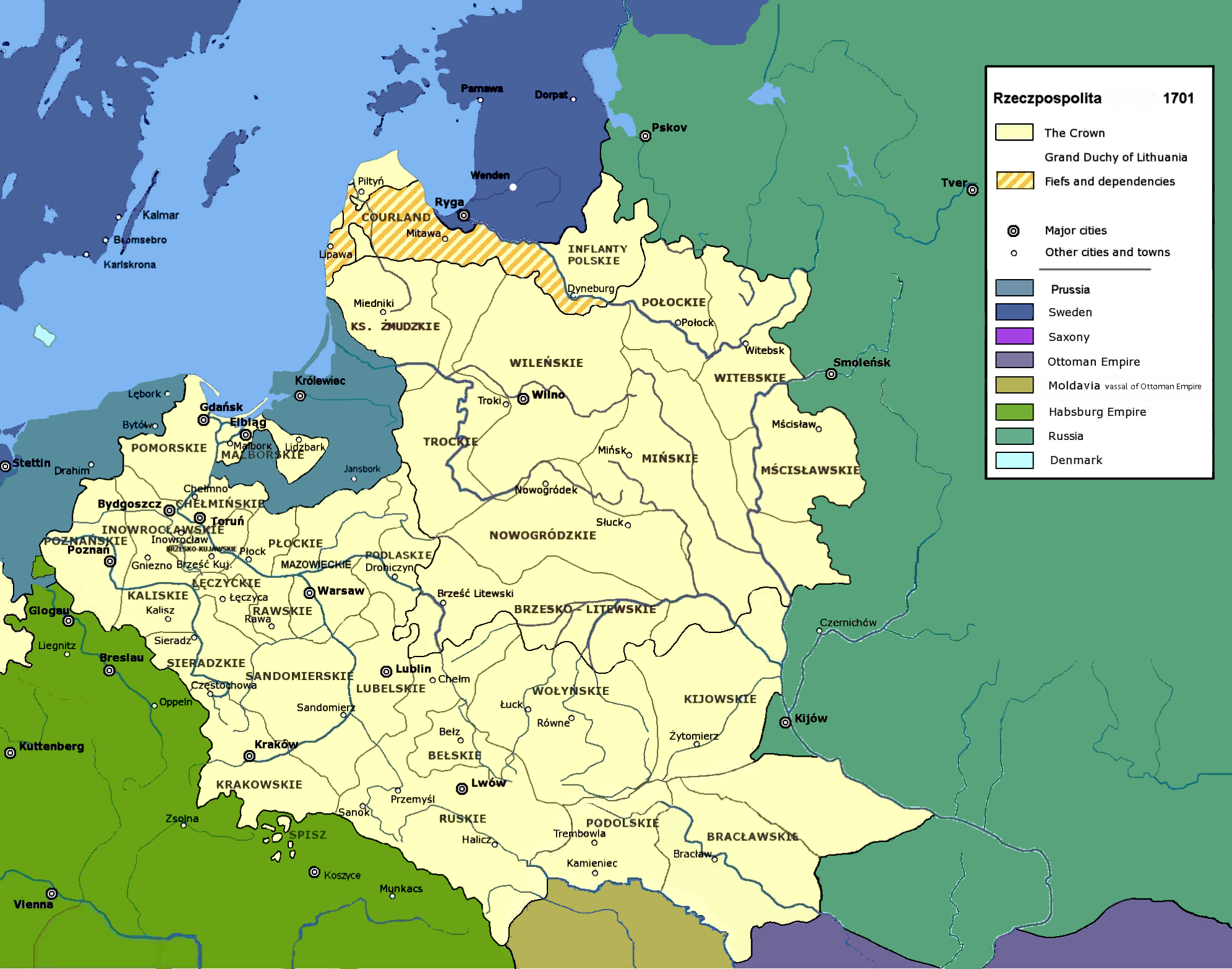
Мапа володінь Августа ІІ Фрідріха

1715—1717 роки Август II з допомогою саксонських військ вів боротьбу з Тарногородською конфедерацією, яка закінчилася підписанням договору між королем і шляхтою про обмеження влади короля, затвердженого «Німим сеймом» 1717 року. Договір регулював унійні стосунки між Річчю Посполитою і Саксонією: саксонським урядовцям заборонялося втручатися у внутрішні справи Польщі й представляти її на міжнародному рівні; саксонське військо мало покинути польсько-литовську державу; королю заборонялося протягом тривалого часу перебувати у столиці Саксонії — Дрездені. Передбачалося проведення скарбово-військової реформи (встановлення на користь війська постійного поголовного податку в Польщі і подимного — в Литві); польське військо мало нараховувати 24 тисячі осіб; обмежувалися права коронних і польних гетьманів; у воєводських сеймиків відбиралося право набору до війська і збирання окремих податків; заборонялося створювати опозиційні шляхетські конфедерації.
У внутрішній політиці, крім боротьби з представниками окремих магнатських і шляхетських родів, Август II намагався створити постійну армію з артилерією і флотом; вживав заходи щодо поліпшення національної промисловості і торгівлі, зокрема хотів взяти контроль над транзитною торгівлею зі Сходом; домагався повернення у Польщу з-за кордону заможних магнатсько-шляхетських родин тощо. Август II мав одну з найрозвиненіших у тогочасній Європі дипломатичних служб — його постійні представники перебували майже у всіх європейських державах. Проте поступове зближення у 20—30-х роках 18 століття інтересів Російської імперії, Австрії і Пруссії щодо Польщі готувало поділи польських земель між цими державами. В останнє десятиріччя правління Август II державою фактично керувало угруповання представників магнатського роду Чарторийських та його прихильників — так звана «Фамілія». За їх допомоги після смерті Августа II польська корона була передана його синові Фрідріху Августу III Саксонському.